# Siak
Siak is een regentschap dat deel uitmaakt van de provincie Riau op het eiland Sumatra, Indonesië. Het regentschap heeft een oppervlakte van 5.011 km² en heeft 238.468 inwoners. De hoofdstad van Rokan Hilir is Siak Sri Indapura. Siak bestaat uit 13 kecamatan.